# Rico Constantino
Americo Sebastiano Constantino, meglio conosciuto come Rico Constantino o semplicemente Rico (Las Vegas, 1º ottobre 1961), è un ex wrestler statunitense di origini italiane, noto per i suoi trascorsi nella World Wrestling Entertainment tra il 2002 e il 2004.
In WWE ha detenuto una volta il World Tag Team Championship (con Rikishi) e il WWE Tag Team Championship (con Charlie Haas).

## Carriera
Prima di entrare nel mondo del wrestling, Rico cominciò una carriera da paramedico. In seguito si iscrisse all'Accademia di Polizia per poi lavorare come guardia del corpo.

### Carriera televisiva
Rico è stato un concorrente di American Gladiators. È stato protagonista del miglior evento di Gladiator, The Joust. Rico ha continuato a sconfiggere tutti gli altri concorrenti e gladiatori per diventare il campione per la prima metà della stagione 1990-1991. Nel Grand Championship, Rico perde contro Craig Branham nella finale di Eliminator.
Rico appare anche a European game show e vince contro il suo ex avversario in Gladiator Craig Branham. Nello show, è stato l'unico concorrente a riuscire a prendere la chiave nella sfida bungee jump in un solo lancio.

### World Wrestling Federation/Entertainment

#### Varie faide (2002–2003)
Il suo debutto nel mondo del wrestling avvenne nel 2002 nella Empire Wrestling Federation. Qui venne scoperto dai funzionari World Wrestling Entertainment Terry Taylor e Tom Prichard. Dopo solamente 12 match, Rico firmò un contratto con la WWF.
Rico cominciò a lottare nella Ohio Valley Wrestling per un ulteriore addestramento, prima di passare nel roster principale della federazione; qui vinse inoltre l'OVW Southern Tag Team Championship in coppia con The Prototype (alias John Cena), perdendolo poi verso la fine dell'anno. Arrivato finalmente in WWE, Rico formò inizialmente un tag team di breve durata con Randy Orton in occasione dei dark match. Divenne poi famoso come il manager di Billy and Chuck, assumendo la gimmick heel di uno stilista omosessuale. A Judgment Day 2002, conquistò il World Tag Team Championship, dove per controversia venne scelto come tag team partner di Rikishi, in questo periodo rivale di Billy & Chuck e quindi anche dello stesso Rico; il regno fra i due compagni-rivali durò poco quando, nell'edizione di SmackDown! del 4 giugno, Billy & Chuck riconquistarono il titolo grazie proprio all'aiuto di Rico, loro manager, che colpì a tradimento Rikishi.
Dopo il fittizio matrimonio omosessuale fra Billy & Chuck, Rico passò a Raw divenendo manager dei 3-Minute Warning, fino a maggio 2003. A giugno, Rico passa da manager a wrestler, al quale gli venne affiancata Miss Jackie come valletta e sostenitrice personale; particolare fu il nuovo look di Rico che s'ispirò al wrestler Adrian Street e nello stesso tempo modificò in parte la sua gimmick, ovvero mantenendo il ruolo dello stilista omosessuale ma ancor più bizzarro ed effeminato, caratteristica che col tempo gli conferì sempre più apprezzamento dai fan per la sua particolare comicità.

#### Alleanza con Charlie Haas e licenziamento (2003–2004)
Sempre a Raw, Rico combatté di tanto in tanto contro vari avversari, come: Spike Dudley,  Maven, Scott Steiner, Lance Storm, Chris Jericho, Rob Conway, René Duprée, Mark Henry, Steven Richards, Kane, ecc.; particolare fu l'incontro del 19 dicembre ad Heat (prima di Armageddon), quando sconfisse Jon Heidenreich. Per effetto della Draft lottery 2004, Rico (insieme a Miss Jackie) ritornò a SmackDown!, divenendo un face a tutti gli effetti della federazione ed ancor più acclamato dai fan. 
Il suo primo match a SmackDown!, il 15 aprile, fu contro Charlie Haas; quest'ultimo, disgustato per tutto il tempo dai modi effeminati dell'avversario, venne baciato durante l'incontro proprio da Rico e l'incontro medesimo terminò con la vittoria dello stesso Rico per count-out fuori dal ring di Haas, poiché questi si rifiutò di continuare a combattere oltre a sentirsi male. Una settimana dopo, Rico venne scelto per un incontro di coppia valido per il WWE Tag Team Championship ed il caso volle che il suo Tag Team partner fu Charlie Haas (sebbene questi fu tutt'altro che contento) ed i due conquistarono il titolo sconfiggendo Rikishi e Scotty 2 Hotty. Nelle settimane successive, il nuovo duo difese con successo il titolo contro: i Basham Brothers, Billy Kidman e Paul London, a Judgment Day contro Billy Gunn ed Hardcore Holly, Nunzio e Johnny Stamboli, Akio e Sakoda. Tuttavia, nella puntata di SmackDown! del 15 giugno, Rico ed Haas persero il titolo contro i Dudley Boyz, dopo 56 giorni di regno; dopo il match, Rico riportò inoltre un infortunio ad un tendine che lo costrinse ad assentarsi dal ring per circa tre mesi. Il 3 ottobre, a No Mercy, Rico, Haas e Miss Jackie sconfissero i Dudley Boyz e Dawn Marie, a mo' di rematch del 15 giugno.
Dopo una breve faida con 
Billy Kidman, conclusasi con la vittoria di Rico in Italia, Rico tenne il suo ultimo incontro in WWE contro Carlito Carribean Cool terminato in sconfitta per il wrestler di Las Vegas, dopodiché Rico venne licenziato il 7 novembre 2004.

#### Breve ritorno e ritiro (2012)
Dopo il licenziamento, Rico lottò nella All Japan Pro Wrestling conquistando l'All-Asian Tag Team Championship con Bull Buchanan. Alla fine di questo breve periodo in AJPW, Rico annunciò il suo ritiro dal Wrestling.

## Personaggio

### Mosse finali
- High Hard One / Ricosault (Moonsault)
- Rico Driver (Sitout side powerslam, a volte preceduto da una Inverted facelock)
- Rico Kick (Spinning heel kick)
- Sideburn Stunner (Hangman's neckbreaker)

### Manager
- Miss Jackie

### Wrestler assistiti
- 3-Minute Warning
- Billy Gunn
- Chuck Palumbo
- Miss Jackie
- The Prototype

## Titoli e riconoscimenti
- All Japan Pro Wrestling

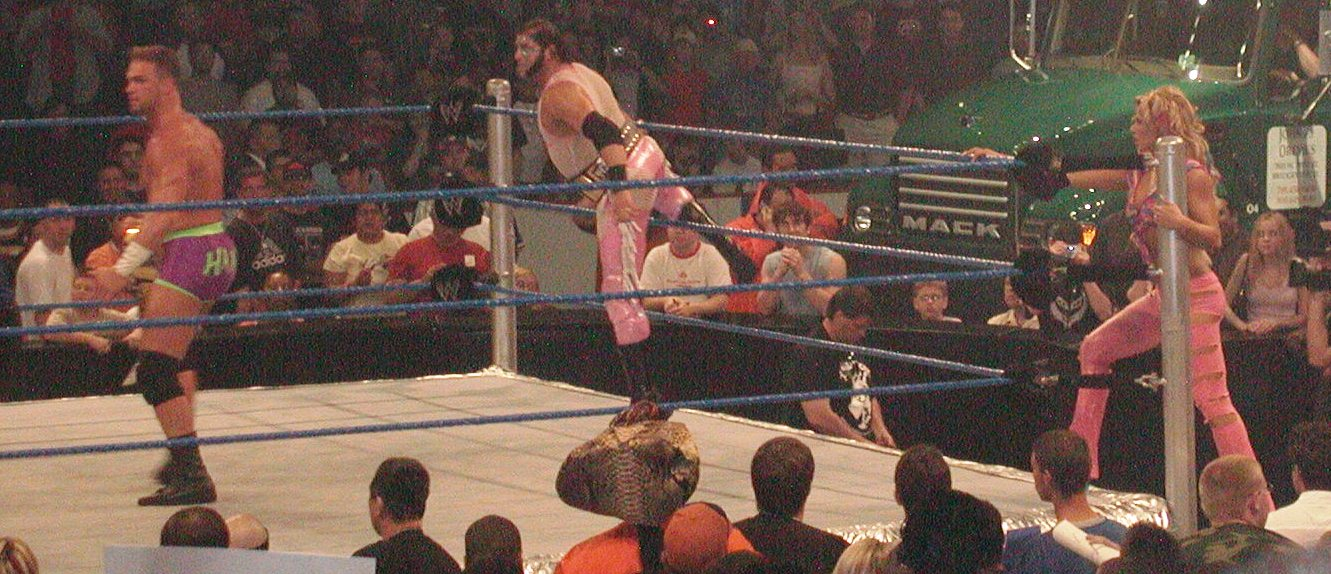
Rico (al centro) e Charlie Haas (sinistra) come WWE Tag Team Champions assieme a Miss Jackie (destra). Il regno di Rico e Haas è durato 56 giorni

  - All Asia Tag Team Championship (1) – con Bull Buchanan
- Empire Wrestling Federation
  - EWF Heavyweight Championship (1)
- Heartland Wrestling Association
  - HWA Heavyweight Championship (1)
- Memphis Power Pro Wrestling
  - MPPW Heavyweight Championship (1)
- Ohio Valley Wrestling
  - OVW Heavyweight Championship (3)
  - OVW Southern Tag Team Championship (1) – con The Prototype
- World Wrestling Entertainment
  - World Tag Team Championship (1)[1] – con Rikishi
  - WWE Tag Team Championship (1) – con Charlie Haas
- Wrestling Observer Newsletter
  - Worst Gimmick (2003)
- Altri riconoscimenti
  - American Gladiators Champion (1990–1991)